# Ptyophora
Ptyophora là một chi bướm đêm thuộc họ Erebidae.